# Treviso Foot-Ball Club 1926-1927
Questa voce raccoglie le informazioni riguardanti il Treviso Foot-Ball Club nelle competizioni ufficiali della stagione 1926-1927.

## Stagione
Nel 1926-1927 altra bella stagione per il Treviso, che nel campionato di Prima Divisione, in un girone con squadre del blasone di Pro Patria (che vince il campionato), Atalanta e Triestina, il Treviso si piazza al quarto posto grazie a 7 vittorie, 6 pareggi e 5 sconfitte.
Sugli scudi in questa stagione Győző László, con 10 gol in 13 partite, ma soprattutto Marco Zanotto, vicentino che realizza ben 12 gol in 18 partite, ma in questa stagione è tutta la squadra a giocare benissimo.

## Statistiche di squadra
| Competizione    | Punti | In casa | In casa | In casa | In casa | In casa | In casa | In trasferta | In trasferta | In trasferta | In trasferta | In trasferta | In trasferta | Totale | Totale | Totale | Totale | Totale | Totale | DR |
| Competizione    | Punti | G       | V       | N       | P       | Gf      | Gs      | G            | V            | N            | P            | Gf           | Gs           | G      | V      | N      | P      | Gf     | Gs     | DR |
| --------------- | ----- | ------- | ------- | ------- | ------- | ------- | ------- | ------------ | ------------ | ------------ | ------------ | ------------ | ------------ | ------ | ------ | ------ | ------ | ------ | ------ | -- |
| Prima Divisione | 20    | 18      | 7       | 6       | 5       | 44      | 25      | ?            | ?            | ?            | ?            | ?            | ?            | ?      | ?      | ?      | ?      | ?      | ?      | ?  |
| Totale          |       | 18      | 7       | 6       | 5       | 44      | 25      | ?            | ?            | ?            | ?            | ?            | ?            | ?      | ?      | ?      | ?      | ?      | ?      |    |